# Åkersberga
Åkersberga ( ouça a pronúncia) é uma cidade sueca com 35 141 habitantes (2019) na província histórica da Uppland. É a sede do município de Österåker, pertencente ao condado de Estocolmo.

Está situada a 25 km a nordeste da cidade de Estocolmo, à qual está ligada pela antiga linha férea Roslagsbanan, a única do país com bitola estreita.

## Património
- Biblioteca municipal de Österåker [4]
- Centro de tempos livres para crianças e jovens [5]
- Piscina Söra Simhall [6]
- Centro Desportivo de Österåker [7]
- Educação de Adultos [8]
- Escola secundária/Ginásio de Österåker [9]